# 簑輪忠明
簑輪 忠明（みのわ ただあき）は、日本の医師。
医療法人OJ会理事長。LC国際腰痛クリニック東京院長。

## 経歴
2009年　日本医科大学医学部 卒業。

2009年　初期研修医。

2011年　日本医科大学付属病院、
2012年　日本医科大学千葉北総病院、
2012年　日本医科大学付属病院、
2013年　海老名総合病院、
2014年　日本医科大学千葉北総病院、
2016年　博慈会記念総合病院、
2018年　江東病院勤務。

2022年　ILC国際腰痛クリニック東京 院長就任。
2024年　医療法人OJ会 理事長就任m。

## 所属学会
- 日本腰痛学会
- 日本内視鏡外科学会
- 日本医師会認定産業医
- 日本がん治療認定医機構　がん治療認定医